# Ваддедар, Притилата
Притилата Ваддедар (бенг. প্রীতিলতা ওয়াদ্দেদার, 5 мая 1911 — 23 сентября 1932) — национальная героиня Бангладеш, активист индийского национально-освободительного движения.

## Революционная деятельность
Притилата была участником вооружённого сопротивления британцам под руководством Сурьи Сена, она принимала участие в захвате Читтагонгского оружейного склада (Chittagong armoury raid) в 1930 году.
23 сентября 1932 года она вместе со своими товарищами совершила вооружённое нападение на Европейский клуб в Пахартали (пригород Читтагонга). Во время боя Притилата была ранена из огнестрельного оружия, чтобы не попасть в плен к британцам она проглотила капсулу с цианистым калием. Её гибель послужила толчком для роста индийского и бенгальского национализма в Индии.

## Память

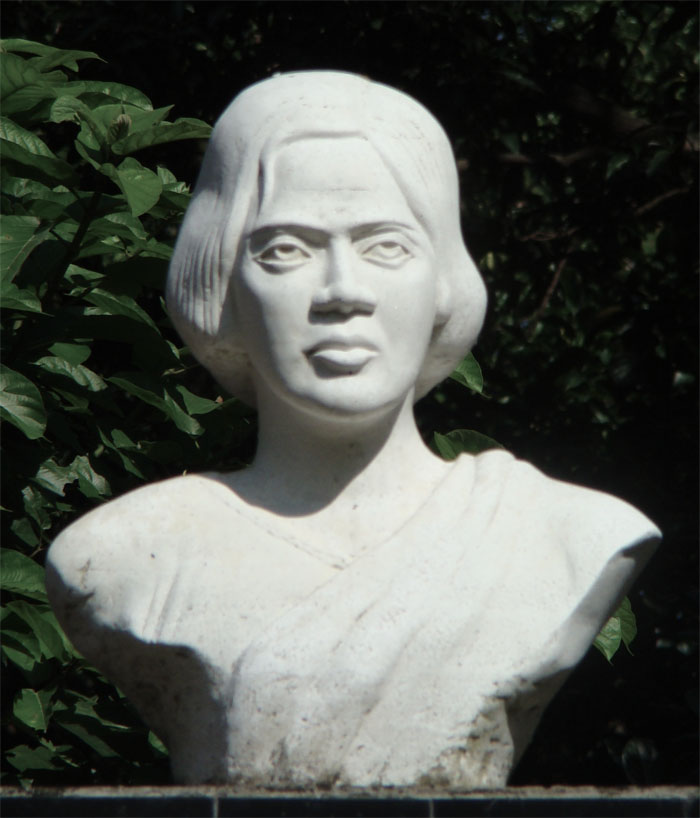
Бронзовый бюст Притилаты

В 2012 году в Читтагонге был установлен бронзовый бюст в память о Притилате, он был воздвигнут недалеко от места её гибели возле железнодорожной станции Пахартали.